# Time Warriors : La Révolte des mutants
Pour plus de détails, voir Fiche technique et Distribution.
Time Warriors : La Révolte des mutants (未來警察, Mei loi ging chat) est un film de science-fiction sino-taïwano-hongkongais écrit et réalisé par Wong Jing et sorti en 2010 à Hong Kong. Il raconte l'histoire des terroristes Falong (Louis Fan) et Feina (Tang Yifei) qui voyagent dans le temps pour tenter d'assassiner le professeur Ma (Ma Jingwu). Les deux sont poursuivis par le policier cyborg Zhou Zhihao (Andy Lau), qui voyage également dans le temps pour les arrêter.
Le film est retardé en post-production pour travailler les effets spéciaux. Il marche bien à Hong Kong où il connaît la deuxième semaine d'ouverture la plus rentable.

## Synopsis
En 2080, dans une métropole asiatique inconnue, des terroristes cyborgs tentent d'assassiner le professeur Ma (Ma Jingwu) à l'occasion du dixième anniversaire de son auvent solaire économe en énergie, mais sont vaincus par le policier cyborg Zhou Zhihao (Andy Lau). L'épouse de ce-dernier, Meili (Fan Bingbing), est ensuite tuée et le chef terroriste Kalong (Louis Fan) et son épouse Feina (Tang Yifei) parviennent à échapper à leur arrestation et remontent le temps jusqu'en 2020 pour tenter d'assassiner Ma, mais sont poursuivis par Zhou et sa fille Qiqi (Xu Jiao). Zhou attire également l'attention de la policière Wang Xue'e (Barbie Xu), qui tombe amoureuse de lui.

## Fiche technique
- Titre original : 未來警察
- Titre français : Time Warriors : La Révolte des mutants
- Réalisation : Wong Jing
- Scénario : Wong Jing
- Photographie : Venus Keung
- Montage : Li Ka-wing
- Musique : Raymond Wong
- Production : Venus Keung
- Société de production : China Film Group Corporation
- Société de distribution : Mega-Vision Pictures
- Pays d'origine :  Hong Kong,  Chine et  Taïwan
- Langue originale : cantonais et mandarin
- Format : couleur
- Genre : science-fiction
- Durée : 101 minutes
- Dates de sortie :
  -  Chine : 30 mars 2010
  -  Taïwan et  Malaisie : 2 avril 2010
  -  Singapour : 8 avril 2010
  -  Hong Kong : 15 avril 2010
  -  Japon : 19 mai 2012
  -  Taïwan : 10 août 2012

## Distribution
- Andy Lau : Zhou Zhihao
- Xu Jiao : Zhou Qiqi
- Barbie Xu : Wang Xue'e
- Fan Bingbing : Meili et Millie
- Ma Jingwu : le professeur Ma
- Tang Yifei : Feina
- Louis Fan : Kalong
- Mike He : Ma Jinxiang
- Zhang Li : Huo Li-shuyi
- Liu Yiwei : Druggie
- Ding Sheng : Tie
- Law Kar-ying : Scissors
- Blackie Chen (en) : La Poisse, le jeune policier sous couverture en 2020
- Huang Licheng : un policier de 2080
- Chen Xiaofeng : Kabao
- Xiao Jian : Stone

## Production
Pour créer les effets spéciaux du film, Andy Lau portait une combinaison verte qui permettait de simuler une armure générée par ordinateur sur son corps. Future X-Cops est retardé en raison d’un long processus de post-production en Corée qui vise à renforcer les effets visuels des films. Le réalisateur Wong Jing a démenti des rumeurs d'inquiétudes financières concernant l'un des investisseurs du film.

## Accueil
Film Business Asia (en) attribue au film une note de quatre sur dix, soulignant les effets spéciaux médiocres, les prestations inégales des acteurs et « des écarts de logique et de continuité de la taille d’un nid-de-poule, même selon les standards de genre de Hong Kong ». Twitch Film (en) donne au film une mauvaise critique en déclarant qu'il n'y avait « honnêtement rien à recommander dans ce film » et qu'il était « troublant de voir à quel point il a marché au box-office continental. Son week-end d'ouverture à Hong Kong l'a également vu battre des films comme Monga et Kick-Ass, tous deux bien supérieurs ».